# Sporting Club de Bastia 2007-2008
Questa voce raccoglie le informazioni riguardanti lo Sporting Club de Bastia nelle competizioni ufficiali della stagione 2007-2008.

## Organigramma societario
Area direttiva
- Presidente: Charles Orlanducci

Area tecnica
- Allenatore: Bernard Casoni
- Allenatore in seconda: Michel Padovani, poi Philippe Anziani e Dominique Murati

## Rosa
| N. |                           | Ruolo | Calciatore            |
| -- | ------------------------- | ----- | --------------------- |
| 1  | Nigeria (bandiera)        | P     | Austin Ejide          |
| 2  | Francia (bandiera)        | D     | Jean-Christophe Cesto |
| 3  | Francia (bandiera)        | D     | Arnaud Maire          |
| 5  | Francia (bandiera)        | D     | Grégory Lorenzi       |
| 7  | Costa d'Avorio (bandiera) | C     | Kafoumba Coulibaly    |
| 8  | Francia (bandiera)        | C     | Yohann Gomez          |
| 10 | Francia (bandiera)        | A     | Alexandre Licata      |
| 11 | Senegal (bandiera)        | C     | Frédéric Mendy        |
| 12 | Francia (bandiera)        | C     | Serisay Barthelemy    |
| 14 | Burkina Faso (bandiera)   | A     | Henoc Conombo         |
| 16 | Francia (bandiera)        | P     | Jean-Louis Leca       |
| 17 | Francia (bandiera)        | D     | Damien Bridonneau     |
| 18 | Francia (bandiera)        | D     | Yannick Cahuzac       |

| N. |                    | Ruolo | Calciatore             |
| -- | ------------------ | ----- | ---------------------- |
| 19 | Francia (bandiera) | A     | Christophe Gaffory     |
| 20 | Francia (bandiera) | A     | Pierre-Yves André      |
| 21 | Francia (bandiera) | D     | Féthi Harek            |
| 22 | Comore (bandiera)  | A     | Samir Bertin d'Avesnes |
| 23 | Algeria (bandiera) | D     | Mehdi Méniri           |
| 24 | Francia (bandiera) | C     | Florent Ghisolfi       |
| 26 | Francia (bandiera) | C     | Fabrice Jau            |
| 27 | Francia (bandiera) | C     | Anthony Abou Deraa     |
| 29 | Tunisia (bandiera) | C     | Chaouki Ben Saada      |
| 30 | Camerun (bandiera) | P     | Jules Stéphane Goda    |
| -  | Francia (bandiera) | A     | Xavier Pentecôte       |
| -  | Francia (bandiera) | D     | Hassoun Camara         |
| -  | Francia (bandiera) | C     | Jean-François Sodini   |

## Calciomercato

### Sessione estiva
| Acquisti | Acquisti              | Acquisti            | Acquisti   |
| R.       | Nome                  | da                  | Modalità   |
| -------- | --------------------- | ------------------- | ---------- |
| D        | Féthi Harek           | Rodez               | definitivo |
| D        | Hassoun Camara        | Olympique Marsiglia | definitivo |
| D        | Jean-Christophe Cesto | Consolat Marsiglia  | -          |
| C        | Fabrice Jau           | Sedan               | -          |
| C        | Kafoumba Coulibaly    | BEC Tero Sasana     | definitivo |
| A        | Xavier Pentecôte      | Tolosa              | prestito   |

| Cessioni | Cessioni          | Cessioni        | Cessioni      |
| R.       | Nome              | a               | Modalità      |
| -------- | ----------------- | --------------- | ------------- |
| D        | Florent Laville   | -               | fine carriera |
| D        | Éric Marester     | Troyes          | -             |
| D        | Gilles Cioni      | Paris FC        | definitivo    |
| D        | Patrice Sorbara   | CA Bastia       | -             |
| C        | Franco Dolci      | Nizza           | fine prestito |
| C        | Abouderaa Anthony | Monaco          | -             |
| A        | Frédéric Née      | -               | fine carriera |
| A        | Foued Kalaoui     | Gazélec Ajaccio | -             |

### Sessione invernale
| Acquisti | Acquisti | Acquisti | Acquisti |
| R.       | Nome     | da       | Modalità |
| -------- | -------- | -------- | -------- |

| Cessioni | Cessioni     | Cessioni | Cessioni |
| R.       | Nome         | a        | Modalità |
| -------- | ------------ | -------- | -------- |
| D        | Mehdi Méniri | Al-Khor  | prestito |

## Risultati

### Ligue 2
| G  | Casa          | Ospite      | Andata | Ritorno |
| 1  | Bastia        | Le Havre    | 0-2    | 0-6     |
| 2  | Clermont Foot | Bastia      | 2-3    | 0-0     |
| 3  | Brest         | Bastia      | 3-1    | 0-4     |
| 4  | Bastia        | Gueugnon    | 1-0    | 1-0     |
| 5  | Troyes        | Bastia      | 2-0    | 0-1     |
| 6  | Bastia        | Nantes      | 0-1    | 0-2     |
| 7  | FC Libourne   | Bastia      | 2-4    | 1-2     |
| 8  | Bastia        | Grenoble    | 0-0    | 0-1     |
| 9  | Niort         | Bastia      | 1-3    | 2-2     |
| 10 | Bastia        | Digione     | 0-0    | 1-2     |
| 11 | Guingamp      | Bastia      | 0-1    | 1-0     |
| 12 | Bastia        | Boulogne    | 4-0    | 0-2     |
| 13 | Ajaccio       | Bastia      | 1-3    | 1-0     |
| 14 | Bastia        | Montpellier | 1-1    | 1-2     |
| 15 | Amiens        | Bastia      | 1-1    | 0-1     |
| 16 | Bastia        | Sedan       | 3-1    | 0-0     |
| 17 | Châteauroux   | Bastia      | 1-1    | 3-2     |
| 18 | Bastia        | Angers      | 0-1    | 1-1     |
| 19 | Stade Reims   | Bastia      | 1-2    | 2-1     |

### Coppa di Francia
| 24 novembre 2007 Settimo turno | Thiers | 1 – 2 | Bastia |  |

| 14 dicembre 2007 Ottavo turno | Colomiers | 0 – 1 | Bastia |  |

| Viry-Châtillon 4 gennaio 2008 Trentaduesimi di finale | Viry-Châtillon | 2 – 5 | Bastia |  |

| Bastia 1º febbraio 2008 Sedicesimi di finale | Bastia | 3 – 0 | Auxerre |  |

| Parigi 28 agosto 2007 Ottavi di finale | Paris Saint-Germain | 2 – 1 | Bastia |  |

### Coupe de la Ligue
| Laval 28 agosto 2007 Primo turno | Laval | 3 – 1 | Bastia |  |

## Statistiche
- 37: Harek
- 35: Lorenzi
- 32: Bridonneau, Cahuzac
- 29: Ben Saada, Jau
- 25: Pentecôte
- 24: André
- 21: Méniri
- 20: Ejide
- 19: Licata
- 16: Maire, Mendy
- 15: Ghisolfi
- 14: Leca, Coulibaly
- 12: Gomez
- 11: Barthelemy
- 7: Camara
- 4: Goda
- 2: Sodini, Bertin d'Avesnes

- 12: Pentecôte
- 8: Ben Saada, André
- 4: Licata
- 3: Jau
- 2: Barthelemy, Mendy
- 1: Meniri, Lorenzi, Harek, Camara